# 四宮神社 (神戸市)
四宮神社 (よのみやじんじゃ)は神戸市中央区中山手通に鎮座する神社で、生田裔神八社の1社。

## 祭神
- 市杵島姫命

## 歴史
神功皇后三韓征伐の帰途、生田神社の裔神八柱の神を8ヶ所に奉斎された内の一社で、四の御前神とも云う。
- 永禄10年（1567年）荒木村重が織田信長の命により花隈城を築くと、当社を鬼門鎮護の神として神宝幣帛を捧ぐ。
- 天正8年（1580年）7月2日、城代荒木村正が敵対すると、信長は怒って池田信輝に落城させた。この時の兵火で社殿悉くを焼失。
- 安政元年（1854年）9月現在地に移転するも、この後社頭大いに荒廃する。
- 明治38年（1905年）6月2日失火により焼亡。
- 明治43年（1910年）社殿を再建。
- 昭和2年（1927年）11月19日村社に列す。
- 昭和20年（1945年）6月5日の神戸大空襲で大破。
- 昭和38年（1963年）5月10日に再建。
- 平成7年（1995年）1月17日の阪神・淡路大震災で被災。
- 平成9年（1997年）に改築す。

## 境内
- 八幡神社 誉田別尊
- 稲荷神社 三義稲荷大明神・武富稲荷大明神・白嶽稲荷大明神
- 巳神社 弁財天巳大神

- 弁財天芸能塚 「諸人よわが道つとめ花開らく恵みあたえん知恵と宝を」題字坂井時忠兵庫県知事筆 中尾一艸書 昭和60年4月建立。芸能関係者の崇敬が高い。

## 交通アクセス
- JR東海道本線（JR神戸線）・阪神本線　元町駅下車、徒歩9分